# Этанс, Филип
Филип Этанс (англ. Philip Athans) — американский писатель и редактор, наиболее известный благодаря своему вкладу в межавторский сеттинг «Forgotten Realms».

## Биография
Этанс родился в 1964 году в Чикаго. В юном возрасте увлёкся ролевыми играми, и это увлечение повлияло на всю его жизнь. В 1985 году он окончил киношколу и стал издавать небольшим тиражом литературный журнал под названием «Альтернативная Беллетристика & Поэзия».
Его литературным дебютом стал рассказ, опубликованный в научно-фантастическом журнале «Starshore». В 1997 году Этанс стал главным редактором Wizards of the Coast Book Publishing, где занимался редактированием линии книг по сеттингу Forgotten Realms. Им были подготовлены к печати десятки антологий и романов.
В своём творчестве Этанс вдохновляется произведениями Роберта Говарда, Эдгара Берроуза и Роберта Сальваторе. В 1999 году он написал книгу «Врата Балдура» по известной компьютерной игре с тем же названием. Через год вышло её продолжение — «Врата Балдура 2: Тени Амна». Также Этанс является автором романа «Уничтожение» (2004), пятой книги цикла «Война Паучьей Королевы». Его последние работы — романы трилогии «Течение» (2005—2007).